# Chandra Nagar
Chandra Nagar (en népalais : चन्द्र नगर) est un comité de développement villageois du Népal situé dans le district de Sarlahi. Au recensement de 2011, il comptait 9 046 habitants.